# Fotografix
Fotografix — бесплатный легковесный растровый графический редактор для операционной системы Microsoft Windows, который предназначен для быстрого редактирования изображений.

## Описание
Графический редактор Fotografix предназначен для редактирования графики, имеет богатые функциональные способности. Редактор способен коррекционировать цифровые фотографии, а также производить с ними разного рода манипуляции. Было отмечено то, что при достаточно малом весе и «лёгкости» на системные ресурсы, включает в себя практически все основные функции, который обычно требуются для коррекции фотографий, не уступая многим «крупным» графическим редакторам.
Имеется поддержка самымх популярных форматов, таких как BMP, JPG, TIF, PNG и прочих. Из других функциональных возможностей редактора можно выделить то, что он поддерживает работу со слоями (в том числе и корректировочными), фильтры, а также может записать скрипты для выполнения часто используемых операций.

### Некоторые возможности
- Изменение параметров фотографии, такие как яркость, контрастность и прочее.
- Наложение текста, изображений с помощью слоев.
- Включает в себя множество инструментов для обработки и коррекции изображений.
- Наложение эффектов (размытие, инверсия и другое).
- Поддержка всех основных графических форматов файлов. Включая форматы для Photoshop (PSD) и GIMP (XCF), но слои могут быть сохранены только в родном формате Fotografix — FGX.
- Поддержка скриптов для быстрой обработки нескольких фотографий.
- «Лёгкий» на системные ресурсы.
- Портативность. Не требуется установка, может запускаться и работать со съёмных носителей.

### Недостатки
- Отсутствие направляющих и сетки.
- Медленное развитие проекта.